# 千年恋慕
「千年恋慕」（せんねんれんぼ）は、近藤真彦の51作目のシングル。
2014年2月26日に発売。発売元はソニー・ミュージックレコーズ。

## 概要
前作から1年3か月振りのシングル。
表題曲「千年恋慕」は木曜時代劇「鼠、江戸を疾る」の主題歌。
近藤のテレビドラマ主題歌起用は16年ぶりとなる。
初回仕様のみ、三方背BOXパッケージ仕様。

## 収録曲
ジャニーズ事務所公式サイト「Johnny's net」における紹介ページをもとに記述。
1. 千年恋慕
作詞：Juli Shono／作曲：Jin Nakamura／編曲：増田武史
NHK時代劇「鼠、江戸を疾る」主題歌
2. 千年恋慕 ～アナザーバージョン～
作詞：Juli Shono／作曲：Jin Nakamura／編曲：野村義男
3. 風になろうか
作詞：松井五郎／作曲：馬飼野康二／編曲：白井良明
4. 千年恋慕(Inst.)
5. 千年恋慕 ～アナザーバージョン～(Inst.)
6. 風になろうか(Inst.)